# Экономическая дипломатия
Экономическая дипломатия — элемент внешней политики государства; разновидность дипломатии, включающая в себя дипломатические действия, сосредоточенные на защите экономических интересов страны на международном уровне: увеличение экспорта, привлечение иностранных инвестиций, участие в работе международных экономических организаций.
Экономическая дипломатия представляет собой деятельность государственных институтов с привлечением общественных и предпринимательских структур, применением знаний современных экономических, политических, правовых наук и инструментов, методов и форм современной дипломатии, использованием двусторонних и многосторонних институтов в целях реализации национальных экономических интересов на мировой арене, направленной на устойчивое и стабильное развитие социально ориентированной рыночной экономики страны. В более краткой форме это можно выразить так: Экономическая дипломатия — это деятельность по реализации национальных экономических интересов на мировой арене и защита экономической безопасности дипломатическими методами.
Согласно более комплексному определению, под экономической дипломатией понимают совместную деятельность ее акторов — государства, общественных и деловых кругов — по защите национальных экономических интересов на международной арене, использующая инструментарий традиционной и современной дипломатии, комплекс внешнеэкономических институтов, региональных и многосторонних структур. Конечная цель экономической дипломатии — повышение международной конкурентоспособности страны.

## История
Считается, что именно торговля, будучи экономическим явлением, была поводом для установления первых межгосударственных взаимоотношений и соглашений. С развитием письменности в цивилизациях древнего мира с целью поддержки и защиты торговли стали подписываться первые торговые договоры. Известен торговый договор XV в. до н. э., заключенный египетской царицей Хатшепсут с царем государства Пунт (на территории нынешнего Сомали) Параху.
В эпоху Средневековья дипломатия и торговля все еще были неразрывно связаны: первыми послами и консулами средневековых государств, находившимися в постоянных представительствах за рубежом (в отличие от гонцов, использовавшихся для передачи конкретных сообщений), были именно купцы, ведшие в целевых государствах торговлю.
Современная система экономической дипломатии начала формироваться в эпоху Возрождения, совпавшей с частичной глобализацией европейского рынка за счет расширения торговых связей между странами. В связи с этим забота о продвижении собственных товаров и, как следствие, экономических интересов государства, стала входить в обязанности внешнеполитических ведомств. В эту эпоху эффективность коммерческой дипломатии на практике доказал контролер финансов и советник французского короля Людовика XIV Жан-Батист Кольбер, который благодаря умению договариваться с кредиторами и грамотному внешнеэкономическому курсу сумел преодолеть последствия затратной милитаристской политики короля.
В середине XVIII века (эпоха Просвещения) европейские политические мыслители и философы впервые выдвигают идею о том, что выгода, извлекаемая государствами из экономического взаимодействия друг с другом, может стать эффективным методом разрешения и предотвращения конфликтов. Французский философ и писатель этой эпохи Шарль-Луи Монтескье в трактате «О духе законов» считал, что торговля как естественный способ коммуникации между государствами со временем устанавливает между ними отношения взаимозависимости, перерастающие во взаимную заинтересованность, а затем — в дружбу.
В конце XIX — начале XX века на развитие экономической дипломатии повлияли такие тенденции, как усиление вмешательства государства в обеспечение интересов своей экономики за рубежом (политика протекционизма), а также совершенствование диалога метрополий с торговцами многочисленных колоний. Разветвленная система колоний способствовала укреплению экономических связей по всему миру и способствовала его экономической глобализации, а усиление роли государства в экономических сношениях — укреплению института экономической дипломатии.
Экономическая дипломатия претерпела существенные изменения после экономического кризиса 1929 года и Второй мировой войны. Многие из особенностей, возникших в послевоенную эпоху, характерны и для сегодняшней экономической дипломатии. Так, в послевоенный период появляются новые акторы международных экономических отношений, прежде всего — международные организации (Международный валютный фонд, Международный банк реконструкции и развития). Кроме того, обилие торговых соглашений и участие государств сразу в нескольких международных экономических организациях уменьшают как вероятность сепаратных, односторонних шагов отдельных государств, так и роль государства в международных экономических отношениях в целом, давая простор для действий других акторов.
Современная экономическая дипломатия отличается динамизмом, наступательным характером, значительной открытостью, расширением и усложнением используемого инструментария. Различные уровни экономической дипломатии — двусторонний, многосторонний, региональный и межрегиональный — все более тесно взаимодействуют и дополняют друг друга, создавая благоприятные возможности для эффективного обеспечения национальных интересов в условиях глобализации. Экономическая дипломатия сегодня — это важнейший рычаг укрепления международной конкурентоспособности страны, получения выгод и конкурентных преимуществ на мировом рынке.
Еще одной особенностью современной экономической дипломатии является то, что важные решения, влияющие на мировую экономику, зачастую принимаются в результате договоренности неформальных объединений ведущих экономик мира (группы G5, G7 (G8), G10, WP3).
Концепция экономической дипломатии Республики Узбекистан (проект основных положений) разработана в 2013 году в рамках реализации совместного проекта МИД Узбекистана и Программы развития ООН в Узбекистане «Развитие национального потенциала для продвижения и эффективного использования экономической дипломатии». Автор проекта Концепции: Мавланов И.Р., заведующий кафедрой Практическая Дипломатия Университета мировой экономики и дипломатии Республики Узбекистан, доктор экономических наук.

## Структура экономической дипломатии
Выделяются три основных составляющих современной экономической дипломатии:
1. Коммерческая дипломатия и деятельность общественных (негосударственных) организаций;
2. Структурная политика и двухсторонние соглашения по торговле и инвестициям;
3. Деятельность международных организаций[13].

Некоторые отечественные и зарубежные исследователи выделяют два уровня экономической дипломатии: микроэкономический и макроэкономический. Микроэкономическая дипломатия занимается поддержкой и продвижением интересов конкретных предприятий, то есть заключается в индивидуальных действиях конкретных акторов на микроэкономическом уровне. Макроэкономическая дипломатия продвигает интересы целого государства в вопросах интеграции экономики в мировое хозяйство, занимается взаимодействием не конкретных субъектов, а целых экономик (экономических систем).

## Акторы экономической дипломатии
Акторами экономической дипломатии называют её действующие субъекты.
Для современной экономической дипломатии характерны традиционные акторы, которые действуют в классической дипломатии, а также традиционные субъекты экономических отношений. Среди них — профессиональные дипломаты, внешнеполитические ведомства, представительства государств в других странах (посольства, консульства), а также министерства экономики и финансов, сельского хозяйства и другие.
Акторами, чья деятельность характерна исключительно для экономической дипломатии, являются, например, торговые представительства, в чьи задачи входит представление внешнеэкономических интересов государства за рубежом.
Кроме этого, для современной экономической дипломатии характерны и новые типы акторов: неправительственные организации, местные власти, промышленные и торговые объединения, а также отдельные фирмы и предприниматели.

## Средства и методы экономической дипломатии
Основные методы экономической дипломатии вытекают из ее основных задач по укреплению позиции государства в мировой экономике. В статье Павола Бараная, руководителя торговой и экономической секции посольства Словакии в Латвии, они приведены следующим образом:
- Аналитический метод заключается в сборе соответствующим ведомством информации об экономической ситуации в целевой стране, о структуре и степени открытости её рынка, инвестиционном климате, структуре импорта и экспорта и т. д. Анализ этой позволяет выстроить стратегию взаимодействия с данным государством.
- Создание директив для присутствия на рынке. Использование этого метода делает возможным создание благоприятных условий для деятельности экономических акторов в целевой стране. В рамках этого метода могут использоваться такие традиционные методы дипломатии, как проведение выставок, круглых столов, переговоров и др. Помимо этого, метод требует привлечения экспертов, поскольку обычный дипломат может не обладать соответствующей квалификацией для грамотного проведения указанных мероприятий.
- Метод «сыгранности» предполагает слаженную работу дипломатических и экономических ведомств, экспертов и других заинтересованных сторон с целью добиться баланса между экономической и политической составляющей экономической дипломатии и максимально поспособствовать развитию торгово-экономических отношений между двумя странами.

## Экономическая и торговая дипломатия
Исторически первой формой внешних экономических контактов была торговля. Необходимость регулирования торговли между государственными образованиями привела к появлению торговой дипломатии. Тем не менее, в связи с развитием международных экономических отношений и появлением новых институтов торговая дипломатия перестала быть тождественной экономической. Так, торговая дипломатия государства решает вопросы, связанные с торговой политикой государств, и включает в себя обсуждение возможности и условий доступа товаров и услуг на внутренние рынки государств, с которыми ведутся переговоры, а также обеспечивает доступ товаров и услуг этого государства на свой внутренний рынок. Таким образом, понятие экономической дипломатии шире с точки зрения ее целей, круга решаемых вопросов и, как следствие, средств и методов.

## Точки зрения на экономическую дипломатию
Многие исследователи экономической дипломатии убеждены, что экономика является одной из главных форм межгосударственного взаимодействия и имеет больший потенциал влияния, чем военная сила. По мнению Л. М. Батурина из Южно-Уральского государственного университета, фактор силы в отношениях между государствами в последнее время уступает экономическим факторам, в связи с чем роль экономической дипломатии в наши дни выше, чем когда-либо. При этом он отмечает, что классическая двухсторонняя экономическая дипломатия значительно эффективнее многосторонней, так как избавлена от процедурных вопросов и позволяет решать вопросы напрямую.
Французский экономист и дипломат Ги Каррон де ла Каррьер считает, что экономическая дипломатия является единственным эффективным методом влияния на экономические отношения между государствами, в то время как политические рычаги влияния на экономику показывают себя как ненадежные. При этом он не отрицает эффективность влияния экономики и экономической дипломатии на политику и отношения между государствами.
В свою очередь, профессор Высшей школы экономики М. В. Братерский определяет экономическую дипломатию как совокупность экономических методов достижения политических целей, то есть видит ее как набор инструментов. По его мнению, такие методы экономической дипломатии, как санкции, популярные в современных международных отношениях, не являются эффективными, в связи с чем традиционную систему экономической дипломатии в скором времени ожидает кризис.
Доктор экономических наук Университета мировой экономики и дипломатии И.Р.Мавланов предлагает свою методологию исследования современной экономической дипломатии, которая должна включать:
1. Объекты экономической дипломатии (международная торговля, привлечение инвестиций, содействие развитию и др.)
2. Субъекты экономической дипломатии (государства, международные и региональные организации, предприятия и др.)
3. Формы экономической дипломатии (двусторонняя, многосторонняя, региональная и другие формы экономической дипломатии)
4. Задачи экономической дипломатии (содействие, помощь, защита, лоббирование и  др.)
5. Правовое обеспечение экономической дипломатии (двустороннее, региональное и многостороннее правовое обеспечение (торговое, инвестиционное и др.)
6. Методы экономической дипломатии (системный, институциональный, моделирование и др.)[5]